# Spoorlijn Briouze - La Ferté-Macé
De spoorlijn Briouze - La Ferté-Macé was een Franse spoorlijn van Briouze naar La Ferté Macé. De lijn was 13,8 km lang en heeft als lijnnummer 434 000.

## Geschiedenis
De lijn werd geopend door de M. Girard op 6 december 1869. Op 4 oktober 1991 werd de lijn gesloten en vervolgens opgebroken.

## Aansluitingen
In de volgende plaatsen is of was er een aansluiting op de volgende spoorlijnen:
Briouze
RFN 405 000, spoorlijn tussen Argentan en Granville
La Ferté-Macé
RFN 433 000, spoorlijn tussen Couterne en La Ferté-Macé